# Беднарка (річка)
Беднарка (пол. Bednarka (dopływ Ropy)) — гірська річка в Польщі, у Горлицькому й Ясельському повітах Малопольського й Підкарпатського воєводства на Лемківщині. Права притока Ропи, (басейн Балтійського моря).

## Опис
Довжина річки приблизно 20,97 км, найкоротша відстань між витоком і гирлом — 9,90  км, коефіцієнт звивистості річки — 2,12 . Формується притоками та багатьма безіменними потоками. Річка тече в Низьких Бескидах.

## Розташування
Бере початок на південно-західних схилах гори Чеклінка (512 м) на висоті 380 м над рівнем моря у селі Боднарка (гміна Ліпінкі). Спочатку пече переважно на південний схід через північно-західну частину Магурського ландшафтного заказника та село Волю Чеклинську. Далі тече переважно на північний захід через Чеклін, Дзелець. Радосць. У селі Пагурек повертає на північний схід, тече через Особницю і впадає у річку Ропу, ліву притоку Вислоки.

## Притоки
- Дембінка (ліва).

## Цікавий факт
- У селі Боднарка річку перетипає дорога воєводська № 993[3].
- Над верхів'єм та з лівого берегу річки пролягають туристичні щляхи, яки на мапі туристичеій значаться кольором: зеленим (Фолюш — Барвінок (670 м) — Вапенне — Лисула (552 м) — Горлиці); синім (Магурський ландшафтний заказник — Ліпінкі — Вуйтова)[3].